# Viggo Dibbern
Viggo Valdemar Dibbern (ur. 10 lipca 1900 we Frederiksbergu, zm. 30 stycznia 1982 w Herlev) – duński gimnastyk, medalista olimpijski.
W 1920 r. reprezentował barwy Danii na letnich igrzyskach olimpijskich w Antwerpii, zdobywając złoty medal w ćwiczeniach wolnych drużynowo.